# 探花及第牌坊
探花及第牌坊，位于中国广东省中山市沙溪镇龙瑞村。该牌坊建于清代同治元年(1862年)，为四柱三间三楼牌坊。2008年11月，列入广东省文物保护单位。龙瑞村刘其昌于同治元年（1862年）参加壬戌科，为第三十二名武进士，殿试一甲第三探花及第。